# Lijst van gemeentelijke monumenten in Zutphen (gemeente)
De gemeente Zutphen heeft 482 gemeentelijke monumenten. Hieronder een overzicht. 

## Buitengebied
Het buitengebied van Zutphen kent 1 gemeentelijk monument:
| Object              | Bouwjaar | Architect | Locatie            | Coördinaten                  | Nr.       | Afbeelding  |
| ------------------- | -------- | --------- | ------------------ | ---------------------------- | --------- | ----------- |
| Boerderij De Luchte |          |           | Meijerinkstraat 40 | 52° 9' 49" NB, 6° 12' 21" OL | 0301/1271 | Upload foto |

## Warnsveld
De plaats Warnsveld kent 51 gemeentelijke monumenten. Zie de Lijst van gemeentelijke monumenten in Warnsveld

## Zutphen
De plaats Zutphen kent 430 gemeentelijke monumenten. Zie de Lijst van gemeentelijke monumenten in Zutphen (plaats)
Aalten · 
Apeldoorn · 
Arnhem · 
Barneveld · 
Berkelland · 
Beuningen · 
Bronckhorst · 
Brummen · 
Buren · 
Culemborg · 
Doesburg · 
Doetinchem · 
Druten · 
Duiven · 
Ede · 
Elburg · 
Epe · 
Ermelo · 
Groesbeek · 
Harderwijk · 
Hattem · 
Heerde · 
Heumen · 
Lingewaard · 
Lochem · 
Maasdriel · 
Montferland · 
Neder-Betuwe · 
Nijkerk · 
Nijmegen · 
Nunspeet · 
Oldebroek · 
Oost Gelre · 
Oude IJsselstreek · 
Overbetuwe · 
Putten · 
Renkum · 
Rheden · 
Rozendaal · 
Scherpenzeel · 
Tiel · 
Ubbergen · 
Voorst · 
Wageningen · 
West Betuwe · 
West Maas en Waal · 
Westervoort · 
Wijchen · 
Winterswijk · 
Zaltbommel · 
Zevenaar · 
Zutphen